# Brabantse Kempen (Nederland)
De Brabantse Kempen (afgekort: Kempen of Kempenland) is een streek in het zuidoosten van de Nederlandse provincie Noord-Brabant en vormt als Nederlandse substreek samen met nog een aantal Vlaamse substreken de Kempen. Geografisch gezien is de naamgeving incorrect, aangezien het gebied zich uitstrekt tot aan een, in verhouding, zeer kleine grensstrook in de Limburgse gemeente Weert en wordt om deze reden in sommige gevallen ook wel de Nederlandse Kempen genoemd. De streek moet niet verward worden met de Brabantse Kempen uit de Vlaamse Zuiderkempen.

## Etymologie
De naam Brabantse Kempen is niet alleen een verwijzing naar de huidige provincie Noord-Brabant, maar ook naar het Staats-Brabant, een generaliteitsland waar de Nederlandse Kempen grotendeels gevormd werd. 
De naam Kempen is een vervorming van het woord Campinia of Campina, wat Latijn is voor open vlakte. Het gebied stond lang bekend als een dor en armtierige niemandsland. 
Met de voorloper Campina wordt nog regelmatig gerefereerd naar de Nederlandse Kempen, zoals bijvoorbeeld bij de zuivelcoöperatie Campina, waarvan de naam is voortgekomen uit een fusie en waarna het zich vestigde in het Eindhovense stadsdeel Tongelre onder de Coöperatieve Zuivelvereniging ‘De Kempen’. Ook het Natura 2000 gebied Kampina tussen Boxtel en het Kempense Oisterwijk is een verwijzing naar de grensstreek.

## Geografie

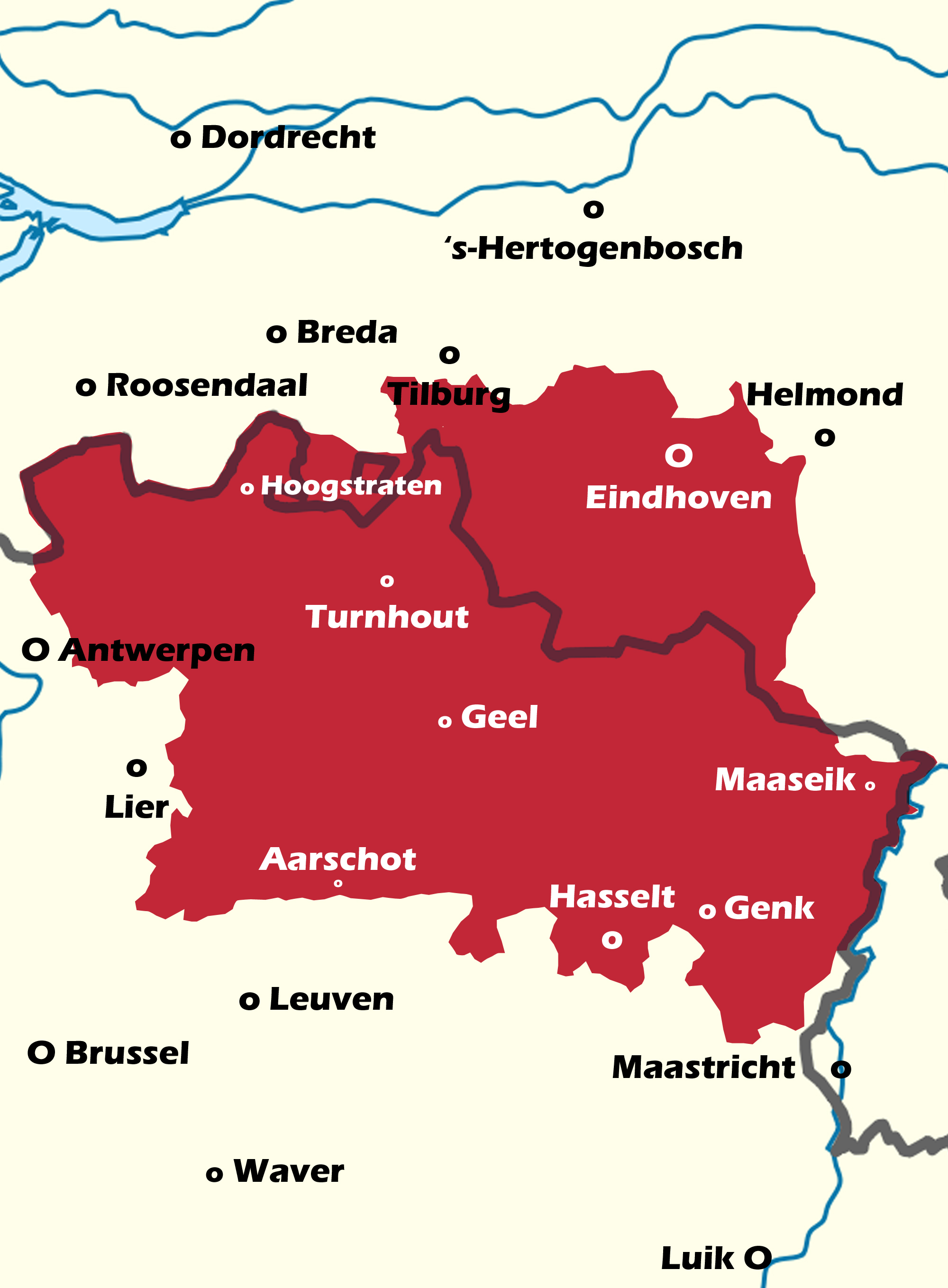
De Kempen met de Belgisch-Nederlandse grens.

### Ontstaan
Het uitgestrekte land van de grote Kempen werd eeuwenlang doorkruist door verschillende grenzen van allerlei gebieden als hertogdommen, graafschappen en bisdommen. Echter werd de Brabantse Kempen pas na de Vrede van Münster in 1648 afgescheiden van het overige deel van de Kempen, nadat de Noordelijke Nederlanden officieel werd gescheiden van de Zuidelijke Nederlanden. Deze scheiding lag uiteindelijk ten grondslag bij het ontstaan van de huidige Brabantse Kempen. Het noordelijk deel van het Hertogdom Brabant werd gevoegd bij de Republiek, zo werd de Brabantse Kempen onderdeel van het generaliteitsland Staats-Brabant.

### Grensverschuivingen
De zuidelijke grens van de Brabantse Kempen week in de periode van de Republiek lichtelijk af van de huidige grens met België en kwam overeen met die van de Meierij van 's-Hertogenbosch. Zo was Postel betwist gebied en voegde zich pas in 1785 officieel bij de Noorderkempen van de Oostenrijkse Nederlanden. Het in de Brabantse Kempen gelegen Luyksgestel fungeerde destijds als enclave in het gebied en was onderdeel van het Prinsbisdom Luik. De Belgische stad Lommel was onderdeel van de Republiek en dus ook van de Brabantse Kempen. Luyksgestel werd na tweemaal eerder te zijn uitgeruild met Lommel na de derde maal defenitief uitgeruild in 1817, nadat twee jaar eerder de Noordelijke- en Zuidelijke Nederlanden weer werden herenigd tot het Verenigd Koninkrijk der Nederlanden. Zo ging Luyksgestel tot de Brabantse Kempen en dus ook tot Noord-Brabant behoren. Ten tijde van de Belgische Revolutie, wat tot de afscheiding van België leidde, werd de rijksgrens drastisch veranderd. Na enkele jaren het status quo in stand gehouden te hebben, dwong koning Willem I, middels het Verdrag van London in 1839, uiteindelijk af dat het huidige Nederlands Limburg bij het Koninkrijk der Nederlanden gevoegd werd, waardoor een kleine grensstrook, behorende tot Kempen-Broek, van het Limburgse Weert ging behoren tot de Nederlandse Kempen. De Nederlandse Kempen kent nog vele enclaves rond de plaats Baarle. In de loop der eeuwen hebben hier verschillende verschuivingen plaats gevonden. De enclavegeschiedenis van Baarle wordt dan ook als zeer complex ervaren en is sinds 1995 voor het laatst defenitief vastgesteld.

### Interne indeling
De Brabantse Kempen is te verdelen in vijf subregio's bestaande uit: Peelse Kempen, Oisterwijkse Kempen, De Kempen, Baroniese Kempen en de agglomeratie Eindhoven als het middelpunt van de regio. Deze laatste bestaat naast Eindhoven uit de Kempense gemeenten: Best, Geldrop-Mierlo, Nuenen c.a., Valkenswaard, Veldhoven en Waalre. Tevens wordt Eindhoven in de volksmond de Hoofdstad van Kempenland genoemd, een officieuze titel die mede te danken is aan de centrale ligging, allure en omvang van de stad. Ook het feit dat Eindhoven in het verleden benoemd werd tot hoofdplaats van het gelijknamige en voormalige Kwartier van Kempenland heeft hier een grote invloed op. 
De resterende gemeenten in het oosten, bestaande uit Heeze-Leende en Cranendonck, worden gezien als de Peelse Kempen, naar het voormalige kwartier Peelland. De in het westen gelegen en de aan Tilburg grenzende gemeenten Goirle en Hilvarenbeek en de plaatsen Oisterwijk en Moergestel, welke deel uitmaken van het stadsgewest Tilburg, worden ook wel de Tilburgse of Oisterwijkse Kempen genoemd, naar het voormalige Kwartier van Oisterwijk. De gemeente Baarle-Nassau wordt in de volksmond ook wel de Baroniese Kempen genoemd, naar de Baronie van Breda.
Het resterende en globale gebied ten zuidwesten van Eindhoven staan bekend als de Kempengemeenten en wordt van vroeger uit binnen de Brabantse Kempen eveneens de De Kempen of Kempenland genoemd. De naam is te wijten aan de resterende oppervlakte van het voormalige kwartier Kempenland, welke, op de voormalige gemeente Hooge en Lage Mierde na, exact overeenkomt. Het gebied strekt zich uit over de gemeenten Bladel, Bergeijk Eersel, Oirschot en Reusel-De Mierden. De gemeenten zijn ook nauw met elkaar verbonden en vallen tevens onder de Gemeenschappelijk Regeling Samenwerking Kempengemeenten (GRSK). Binnen deze subregio ligt de streek Acht Zaligheden, een streek die haar naam dankt aan een achttal dorpen met de uitgang -sel. Deze acht dorpen en de daarbij behorende plaatsen worden van oudsher ook wel de oude kern van de Kempen genoemd.

### Plaatsen
De Brabantse Kempen wordt door de volgende Noord-Brabantse plaatsen, met een gedeelte van het Limburgse Weert, gevormd door:
| - Aalst - Baarle-Nassau - Baarschot - Bergeijk - Best - Biest-Houtakker - Bladel - Borkel - Budel - Budel-Dorplein - Budel-Schoot - Casteren - Castelré - Diessen - Dommelen - Duizel - Eersel - Eindhoven - Esbeek - Gastel - Geldrop |  | - Gerwen - Goirle - Haghorst - Hapert - Heeze - Hilvarenbeek - Hooge Mierde - Hoogeloon - Hulsel - Knegsel - Lage Mierde - Leende - Lommel** - Luyksgestel - Maarheeze - Meerveldhoven - Middelbeers - Mierlo - Moergestel - Nederwetten - Netersel - Nuenen - Oerle - Oirschot |  | - Oisterwijk - Oostelbeers - Postel*** - Reusel - Riel - Riethoven - Schaft - Soerendonk - Spoordonk - Steensel - Sterksel - Ulicoten - Valkenswaard - Veldhoven - Vessem - Waalre - Walik - Weebosch - Weert* - Westelbeers - Westerhoven - Wintelre - Zeelst |
| * = gedeeltelijk ** = voormalig, defenitief geruild in 1817 *** = voormalig, betwist gebied tot 1785 |  | |  | |

## Taal

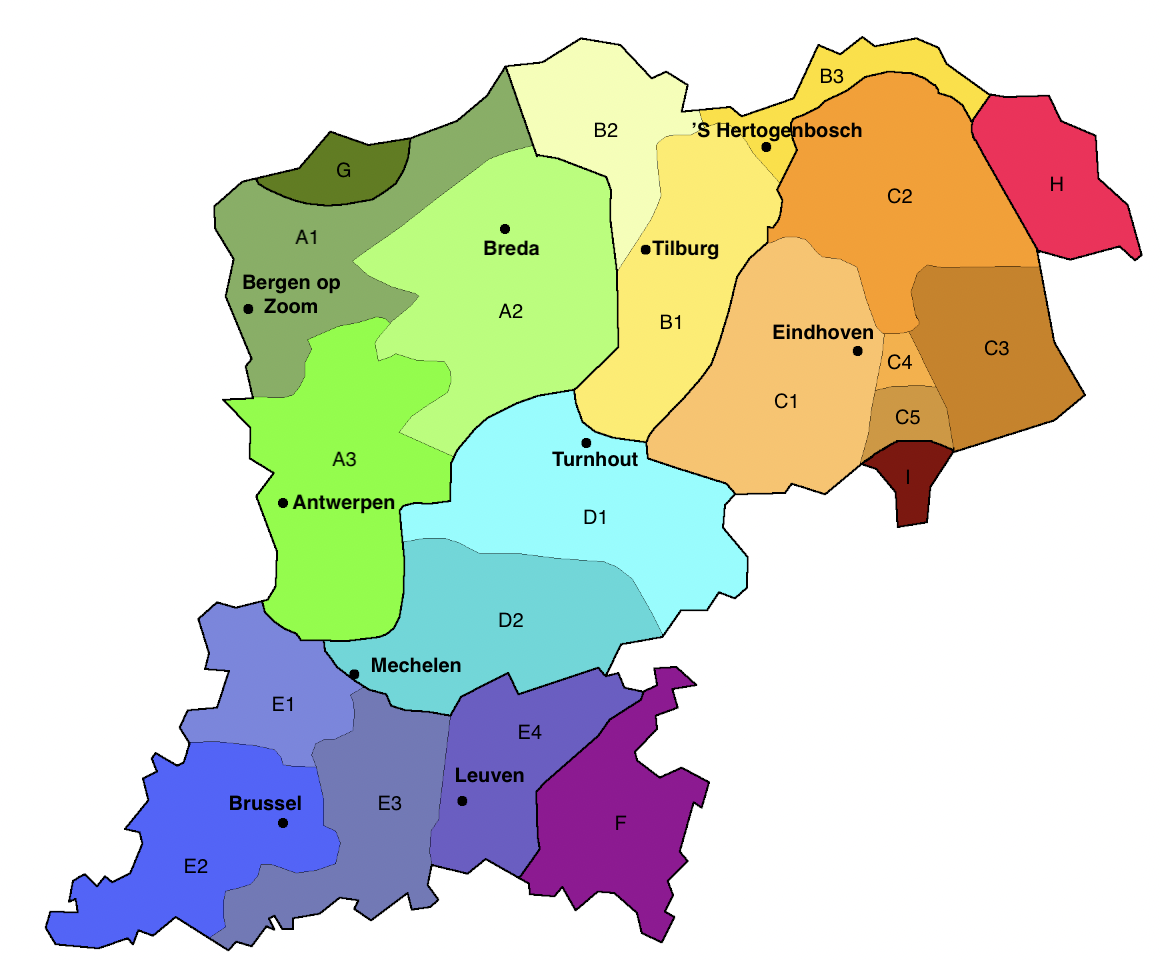
Kaart van subdialecten in Brabant met de in de Brabantse Kempen voorkomende dialecten Kempenlands (C1), Noord-Meierijs (C2), Peellands (C3), Geldrops (C4), Heeze-Leendes (C5), Tilburgs (B1), Baronies (A2) en het Budels (I).

Doordat het gebied zich relatief ver uitstrekt, beschikt de streek over een hoge diversiteit aan spraakvarianten. De ruime meerderheid van de Brabantse Kempen valt onder het hoofddialect Oost-Brabants, waarvan het Kempenlands door het overgrote deel van de streek wordt gesproken. Dit gebied komt globaal overeen met de stad Eindhoven en met het land ten westen, zuidwesten en zuiden hiervan. Ook de overige Oost-Brabantse dialecten,  weliswaar op kleinere schaal, komen voor in de grensstreek. Zoals de plaatstelijke dialecten Geldrops en het Heeze-en-Leendes, het Peellands in het aan Helmond grenzende Mierlo, maar ook het Noord-Meierijs in de plaatsen Nuenen, Gerwen en Nederwetten. 
Daarnaast wordt ook het hoofddialect Midden-Noord-Brabants aangedaan, welke zich uitdrukt in het Tilburgs. Dit dialect komt voor in de gemeenten Goirle en Hilvarenbeek en de plaatsen Oisterwijk en Moergestel. Doordat ook Baarle-Nassau een geïsoleerd onderdeel vormt van de Brabantse Kempen, is ook het Noordwest-Brabants onderdeel van het spraakgebied in de vorm van het dialect Baronies. Tot slot het Budels, wat zich kan identificeren als het meest afwijkende dialect, aangezien het dialect, in tegenstelling tot de overige Brabantse dialecten, valt onder het West-Limburgs. Dit dialect wordt gesproken in de gemeente Cranendonck.

## Economie
Tussen 1600 en 1900 verdrong de langgevelboerderij langzaam maar zeker het hallenhuis in heel de Kempen en naburige gebieden. Langgevelboerderijen werden gebouwd tot in het midden van de 20e eeuw. 
Het Kempisch heideschaap werd reeds rond 1800 als een afzonderlijk ras bestempeld. Voor de opkomst van de kunstmest waren deze schapen een levensnoodzakelijk onderdeel van het leven in de Kempen. Zij zorgden voor de mest die de akkers vruchtbaar moest maken. Begin 19e eeuw werden Spaanse merino's naar de Kempen gehaald om de wol van het lokale ras te verbeteren. Dit verklaart meteen waarom de wol van het Kempense schaap beter is dan deze van de andere heideschapen die verder in Nederland voorkomen.

De schamele landbouw en veeteelt in dit schrale gebied werd in de 20e eeuw aangevuld met industrie. Door de lage lonen vestigde zich arbeidsintensieve bedrijvigheid, zoals de sigarenmakerij. Hofnar in Valkenswaard, Karel I in Eindhoven, Derk de Vries in Bladel, Senator, Velasquez, Elisabeth Bas en La Paz. De melkbussenfabriek in Aalst groeide uit tot een grote producent van huishoudelijke metaalwaren: Brabantia. Lucifers werden vooral gemaakt in Eindhoven, dat zich later via de gloeilamp van Philips en de vrachtwagen van DAF ontwikkelde tot een van de grootste industriecentra van Nederland. In het post-industriële tijdperk werd die positie ingenomen door ASML in Veldhoven, fabrikant van chipmachines.

## Natuur
Het onder Hilvarenbeek gelegen landgoed De Utrecht sluit in het noorden aan op de Rovertsche Heide, in het oosten op de Neterselse Heide en de Wellenseindse Heide, en in het zuiden op de Turnhoutse Heide. Door het aanliggende landgoed Wellenseind stroomt een zijriviertje van de Reusel, de Raamloop. Aan de andere kant ligt het eveneens particuliere landgoed Gorp en Roovert.